# Wallers
Wallers je naselje in občina v francoskem departmaju Nord regije Nord-Pas-de-Calais. Leta 2006 je naselje imelo 5.499 prebivalcev.

## Geografija
Kraj leži na severu Francije znotraj naravnega regijskega parka Scarpe-Schelda, 44 km jugovzhodno od središča Lilla.

## Uprava
Občina Wallers skupaj s sosednjimi občinami Aubry-du-Hainaut, Bellaing, Petite-Forêt in delom občine Valenciennes sestavlja kanton Valenciennes-Sever s sedežem v Valenciennesu. Kanton je sestavni del okrožja Valenciennes.

## Zanimivosti
- Na ozemlju občine se nahaja 2400 metrov dolga gozdna cesta, tlakovana z okroglimi prodniki, tako imenovana Trouée d'Arenberg, del vsakoletnega prizorišča enodnevne kolesarske dirke Pariz-Roubaix.
- nekdanji premogovnik v Arenbergu.